# Bubble tea
Il Bubble Tea, noto anche come Boba, è una bevanda rinfrescante a base di tè creata e inizialmente diffusa a Taiwan negli anni '80.
In cinese il nome è nǎichá (珍珠奶茶S, zhēnzhū nǎi-cháP).
La ricetta originale prevede la soluzione di tè freddo con latte, aromi e dolcificanti (come il miele o lo zucchero); successivamente, alla soluzione ottenuta, si aggiungono delle perline di tapioca, del ghiaccio e degli estratti alimentari (talvolta anche gelatina di frutta).
La bevanda esiste in diversi gusti e varianti; le più comuni sono quella al tè nero con latte e tapioca e al tè verde con latte e perline di tapioca.

## Descrizione
Esistono due macrocategorie di bubble tea ovvero con latte e senza latte ed entrambe possono essere a base di tè nero, tè verde oppure oolong e aromatizzate con gusti diversi.
La variante con latte viene spesso preparata con latte fresco, ma talvolta con condensato, latte di mandorla, latte di soia o panna vegetale.
Gli aromi vengono aggiunti sotto forma di polvere, polpa o sciroppo; la preparazione viene poi miscelata in uno shaker e versata nel tipico bicchiere con tappo semi-sferico e cannuccia.
Inizialmente preparato con una miscela di tè nero taiwanese,  perle di tapioca, latte condensato e miele e il tutto servito caldo, col tempo nacquero innumerevoli altre versioni come quella dove veniva invece servito freddo (attualmente la più popolare).
Sebbene se ne conosca l'origine taiwanese, non ci sono certezze sul suo inventore.
Probabilmente versioni simili a un bubble tea esistevano già in passato dove nella preparazione venivano utilizzati perle di tapioca più grosse.
Al giorno d'oggi esistono locali interamente dedicati al bubble tea. Alcuni di questi coprono i bicchieri con tappi di plastica, ma i locali tradizionali servono la bevanda sigillando la parte superiore del recipiente con del cellophane. In questo modo, il prodotto può essere trasportato senza preoccuparsi di versarne il contenuto. In seguito, il cellophane verrà forato con una cannuccia abbastanza larga da consentire il passaggio delle perle di tapioca.

## Preparazione e varianti

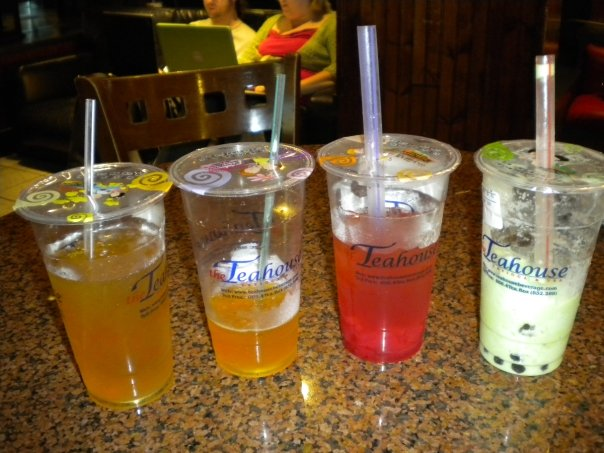
Bubble tea di diversi gusti.

Gli ingredienti del bubble tea cambiano in base al locale che lo prepara. In genere, vengono impiegati tè nero e tè verde nella preparazione, ma a volte anche oolong e tè bianco. Esiste una variante che si chiama yuenyeung (鸳鸯S, yuānyāngP, chiamata così in onore dell'anatra mandarina) ed è preparata con tè nero, caffè e latte. In alcuni locali, i naicha sono disponibili anche con tè deteinato. Alcuni bubble tea sono preparati con miscele di più tè diversi, o con aggiunta di gelato o frutta.
Anche se il bubble tea è originario di Taiwan, si stanno diffondendo varianti fusion ispirate ad altre tradizioni culinarie. Ad esempio, in alcune località, si usano fiori di ibisco, zafferano, cardamomo o acqua di rose.
Nel bubble tea vengono aggiunte perle di tapioca o altre sostanze gelatinose. Le perle presenti nel bubble tea hanno spesso una colorazione nera o scura per via dell’aggiunta di zucchero di canna nel loro impasto. Sul mercato, però, sono in circolazione anche perle di colori e gommosità diverse (in base agli estratti e agli aromi contenuti nella tapioca). Le gelatine, invece, possono assumere forme diverse: a cubetti, a strisce o a sfere e sono generalmente a base di cocco, juruo (anche noto come konjac), litchi, mango o caffè. Talvolta, nel servire la bevanda, viene aggiunta al composto una crema di fagioli azuki, soia verde, latte o ghiaccio tritato, in modo che la soluzione acquisisca una consistenza più densa e una nota delicata; molti dei locali che preparano bubble tea hanno anche aloe vera e sago nella lista ingredienti.
Le sferette, chiamate in inglese popping bubbles (ossia "bolle che scoppiano"), contengono succhi di frutta o sciroppi alimentari. Generalmente, le più diffuse sono quelle al gusto di mango, litchi, fragola, mela verde, maracuja, melograno, arancia, melone, mirtillo, caffè, cioccolato, yogurt, kiwi, pesca, banana, limetta, ciliegia e ananas.
Esiste una variante, detta snow bubble – questa è preparata con latte o yogurt, senza aggiunta di tè; uno degli svantaggi è che, essendo la bevanda già molto fredda in partenza, le perle possono indurirsi e risultare difficili da risucchiare con la cannuccia. Per evitare questo rischio, le bevande di questo tipo vanno consumate più velocemente della variante classica del bubble tea.
Nei locali che vendono bubble tea, il cliente può scegliere la quantità di ghiaccio o miele da aggiungere al composto prima del consumo.

## Storia
Il latte e lo zucchero sono stati aggiunti al tè a Taiwan sin dalla colonizzazione olandese del 1624-1662.
Esistono due ipotesi contrastanti sull'invenzione del bubble Tea.  La prima sostiene che la creazione sia associata con la sala da tè Chun Shui Tang a Taichung. Il suo fondatore, Liu Han-Chieh, cominciò a servire tè cinese freddo dopo aver notato che in Giappone il caffè era servito freddo. Questo nuovo modo di servire il tè fece decollare la sua attività, portando alla nascita di numerose catene che servivano questo tè.  La responsabile dello sviluppo prodotti dell'azienda, Lin Hsiu-Hui, ha dichiarato di aver creato il primo bubble Tea nel 1988, quando versò delle perle di tapioca nel suo tè durante una riunione del personale  e incoraggiò gli altri a berlo.  La bevanda fu accolta positivamente durante la riunione, portando alla sua aggiunta nel menu. Alla fine, divenne il prodotto più venduto della catena. 
Un'altra rivendicazione sull'invenzione del bubble tea proviene dalla sala da tè Hanlin di Tainan, che sostiene che sia stato creato nel 1986, quando il proprietario della sala da tè, Tu Tsong-he, fu ispirato dalle perle di tapioca bianche che vide nel mercato locale di Yā-mǔ-liáo.  In seguito, preparò il tè utilizzando questi tradizionali snack taiwanesi, dando origine a quello che oggi è conosciuto come "perl tea".

## Popolarità
Negli anni '90, il Bubble Tea è diventato popolare in tutto l'Est e nel Sudest Asiatico. Nelle zone di Hong Kong, Cina, Giappone, Vietnam e Singapore, il Bubble Tea è diventato  di tendenza specialmente tra i più giovani. In alcuni negozi popolari, le code d'attesa dei clienti per un'unica tazza di Bubble Tea potevano arrivare a più di 30 minuti.
Più recentemente, la popolarità del Bubble Tea ha superato la bevanda stessa e ha portato i cosiddetti "boba lovers" a inventare varianti gastronomiche riguardanti il Bubble Tea: gelato al Bubble Tea, pizza al Bubble Tea, toast al Bubble Tea, ecc.